# La Bruguière
La Bruguière (okzitanisch: La Bruguièira) ist eine französische Gemeinde mit 331 Einwohnern (Stand: 1. Januar 2022) im Département Gard in der Region Okzitanien. Sie gehört zum Arrondissement Nîmes und zum Kanton Uzès. Der namensgebende Ortsteil entwickelte sich am Fluss Hers.

## Geografie
La Bruguière liegt etwa 31 Kilometer nordnordöstlich von Nîmes und etwa 26 Kilometer ostsüdöstlich von Alès. Die Nachbargemeinden von La Bruguière sind Lussan im Norden, Fontarèches im Osten, Saint-Quentin-la-Poterie im Südosten und Süden, Montaren-et-Saint-Médiers im Süden und Südwesten, Belvézet im Westen sowie Vallérargues im Nordwesten.

## Geschichte
Eine erste Besiedlung erfolgte durch die Volques Arécomiques, ein keltisches Volk. Später zogen die Römer hierher und nannten den Ort Brugetia. Dieser Name bezeichnet das in der Umgebung häufig vorkommende Heidekraut (brugues). Die Kenntnis über die früheren Bewohner stammt aus Ausgrabungen vom 20. Jahrhundert: zwei Merowinger-Sarkophage und 47 Gräber aus dem 12. Jahrhundert mit Resten von Speichern, Keramiken und römischen Amphoren wurden bei Straßenbauarbeiten gefunden.
Im Jahre 1080 wurde das Dorf erstmals in Dokumenten erwähnt: die ersten Bewohner hatten die Kirche St.  Martin errichtet, die dem Kloster von Moissac unterstellt war. Nach mehreren hundert Jahren Nutzung verfiel das Gotteshaus.
Die über die folgenden Jahrhunderte verbliebenen Bewohner widmeten sich ab dem Mittelalter der Seidenraupenzucht und pflanzten Maulbeerbäume an. Zur Gewinnung der Seide nutzten sie die Kraft von Wassermühlen, von denen noch Reste erhalten sind.
Im Hundertjährigen Krieg errichteten die Bewohner zusammen mit den Mönchen eine bis zu zehn Meter hohe Schutzmauer. Diese wurde aber Ende des 16. Jahrhunderts beseitigt, nachdem der Herzog von Ventadour die Stadt besetzte. Außerdem wird die Ortsgeschichte mit einer Wallfahrt nach Notre Dame de Grâce verknüpft, die aus dem Fund einer Marienstatue auf einem Feld in Bruguière abgeleitet wird. Das Alter der Statue datieren Experten auf das 14. Jahrhundert. Für die Pilger errichtete man 1602 die kleine Kirche Mariä Himmelfahrt.
1511–1538 erfolgte der Wiederaufbau der Kirche St. Martin auf den Ruinen des früheren Kirchengebäudes. Neben dem Patron des Hl. Martin war es Saint Eutrope gewidmet, dem ersten Bischof von Saintes. Der Bau wurde am 20. Mai 1550 durch Benoit de la Roue (Benedictus von Rota), Bischof von Chartres, geweiht. Bereits 1562 brannten deutsche Protestanten die Kirche nieder.
Im Jahr 1560 erwarb der Besitzer von St. Jory, Michel Dufaur, die Gerichtsbarkeit von Bruguière.
Es muss damals auch bereits ein Schloss bzw. eine Burg (Château Bruguière) gegeben haben, denn über der Haupttür des erhaltenen Gebäudes verkündet eine Inschrift, dass der Parlamentarier Georges d'Olive 1657 die Burg wieder errichten ließ.
Zwischen 1621 und 1631 wütete die Pest im Lande und zahlreiche Bewohner von Bruguière fielen ihr zum Opfer.
In einem Kartenwerk von 1695 (Cartulaire der Abtei St-Sernin) ist Bruguières mit einigen Häusern eingetragen.
Im Jahr 1740 begradigten die Bewohner den Lauf des Flusses, der damit kaum noch Überschwemmungen mit sich brachte.
Mit einem Dekret von 1789 wurde der Einfluss der Konsuln auf die Ortsentwicklung abgeschafft und Gemeinden gegründet. Erster Gemeindevorsteher von Bruguière wurde Combret.
Nach der französischen Revolution wurde das Eigentum der Grundbesitzer eingezogen, das Kloster verlor seine Bedeutung. Die Wallfahrtskirche wurde 1793 zusammen mit dem Kloster für 100.000 Pfund an den Kaufmann Toulouse Lacan verkauft, der sie zu seinem Wohnsitz machte. Schließlich wurden alle Maulbeerbäume abgeholzt und es begann eine Periode mit Landwirtschaft und Fischfang, die Bewohner wurden zu Bauern, Viehzüchtern und Fischern. Dank häufiger Überschwemmungen des Hers in der südlichen Ortsumgebung gab es dort sehr fruchtbare Schlammablagerungen.
Mit dem Beginn des Eisenbahnbaus sollten Bruguière und Fronton an die Hauptstrecke Bordeaux–Cette (Sète) angeschlossen werden. Wegen der stark zerklüfteten Landschaft um Bouloc und Saint-Sauveur wurde dieser Plan nicht realisiert.
Im späten 19. Jahrhundert wurde die Seidenraupenkultur wiederbelebt und führte zum Wohlstand der Dorfbewohner. Außerdem wurde um 1810 eine Schule errichtet, die den Kindern benachbarter Gemeindeteile ebenfalls diente. Ein Haus für Kranke kam auch hinzu. Im Jahr 1904 wurde eine frühere Holzbrücke über den Fluss durch eine Stahlkonstruktion abgelöst. Im Jahr 1907 eröffnete ein neues Schulgebäude an der Avenue de Toulouse. Beides – die Schule und das Hospital – dienten im späten 20. Jahrhundert als Altersheim, das bis 2007 von den Nonnen (Schwestern) von St. Vincent de Paul betreut wurde. 1923 erhielt der Ort Anschluss an die Elektrizitätsversorgung. Im Jahr 1952 war ein neues Rathaus fertiggestellt.
Im 20./21. Jahrhundert leben die Bewohner ein wenig vom Tourismus, von eigener Landwirtschaft und von der im 19. Jahrhundert angesiedelten Industrie, vor allem zwei Ziegeleien (1862, 1875) und einer Brikettfabrik.

## Bevölkerungsentwicklung
| Jahr                       | 1962 | 1968 | 1975 | 1982 | 1990 | 1999 | 2006 | 2020 |
| -------------------------- | ---- | ---- | ---- | ---- | ---- | ---- | ---- | ---- |
| Einwohner                  | 169  | 172  | 158  | 188  | 184  | 182  | 268  | 329  |
| Quellen: Cassini und INSEE |      |      |      |      |      |      |      |      |

## Sehenswürdigkeiten

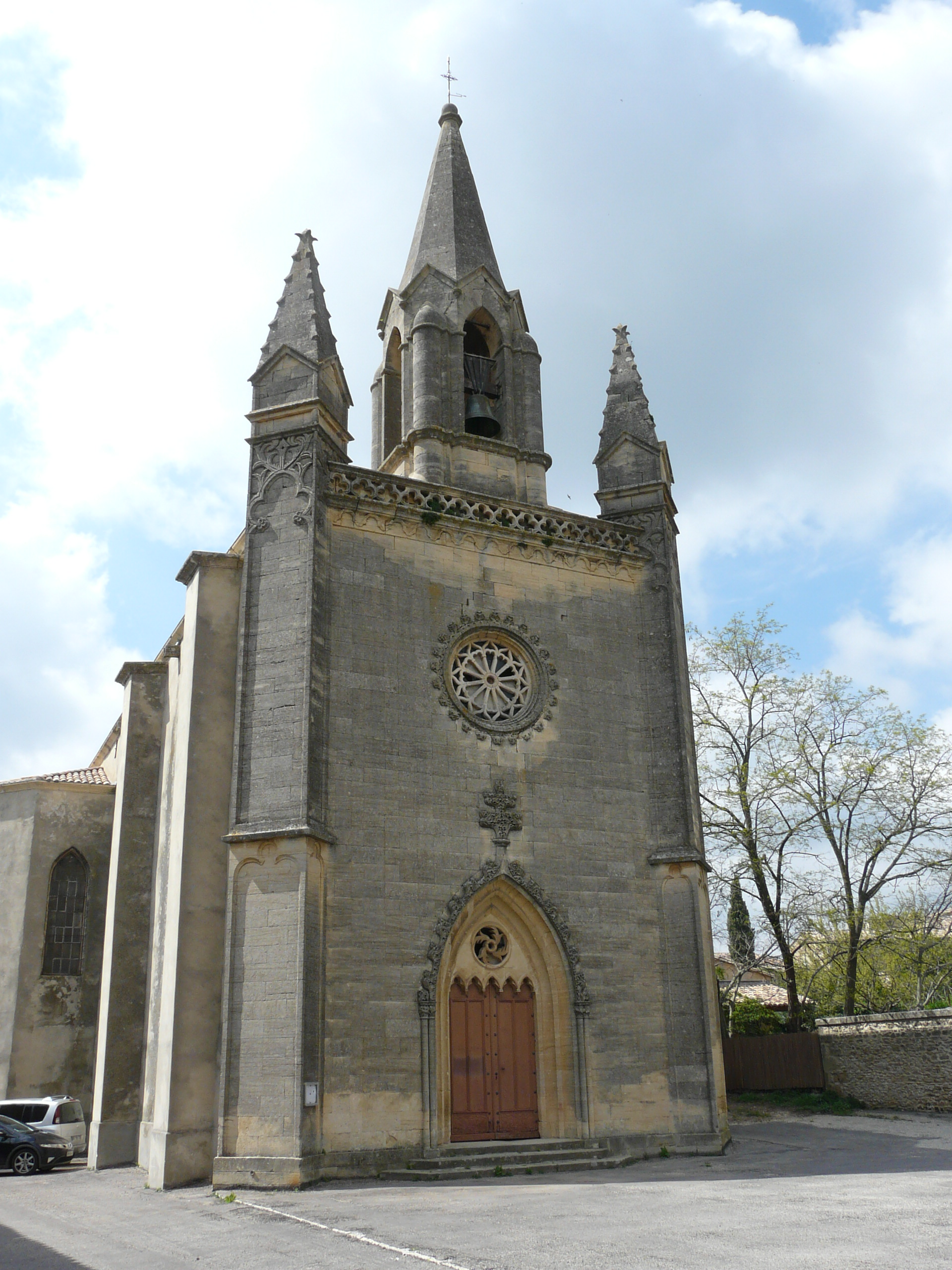
Kirche Mariä Himmelfahrt
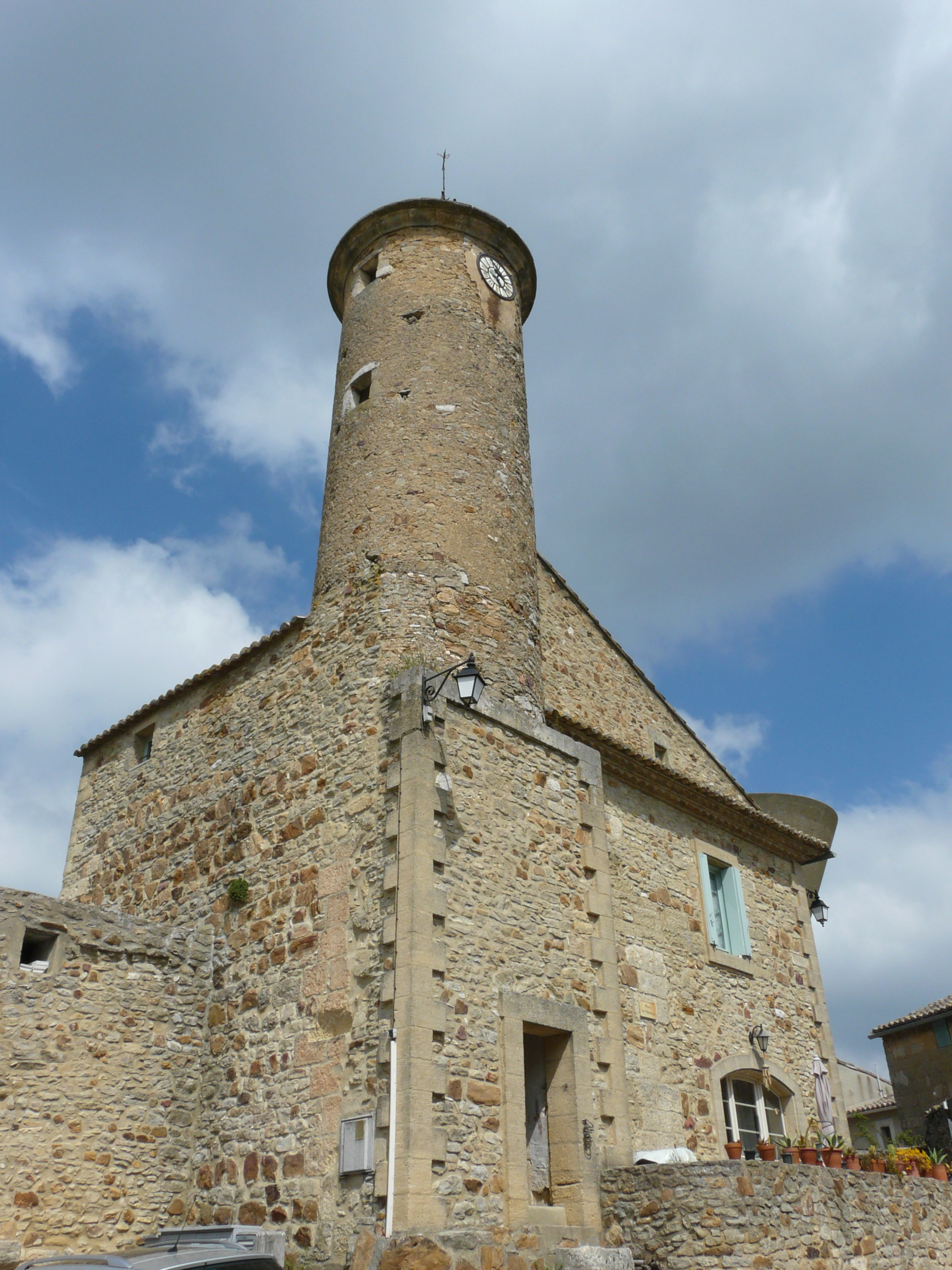
romanischer Turm aus dem 12. Jahrhundert
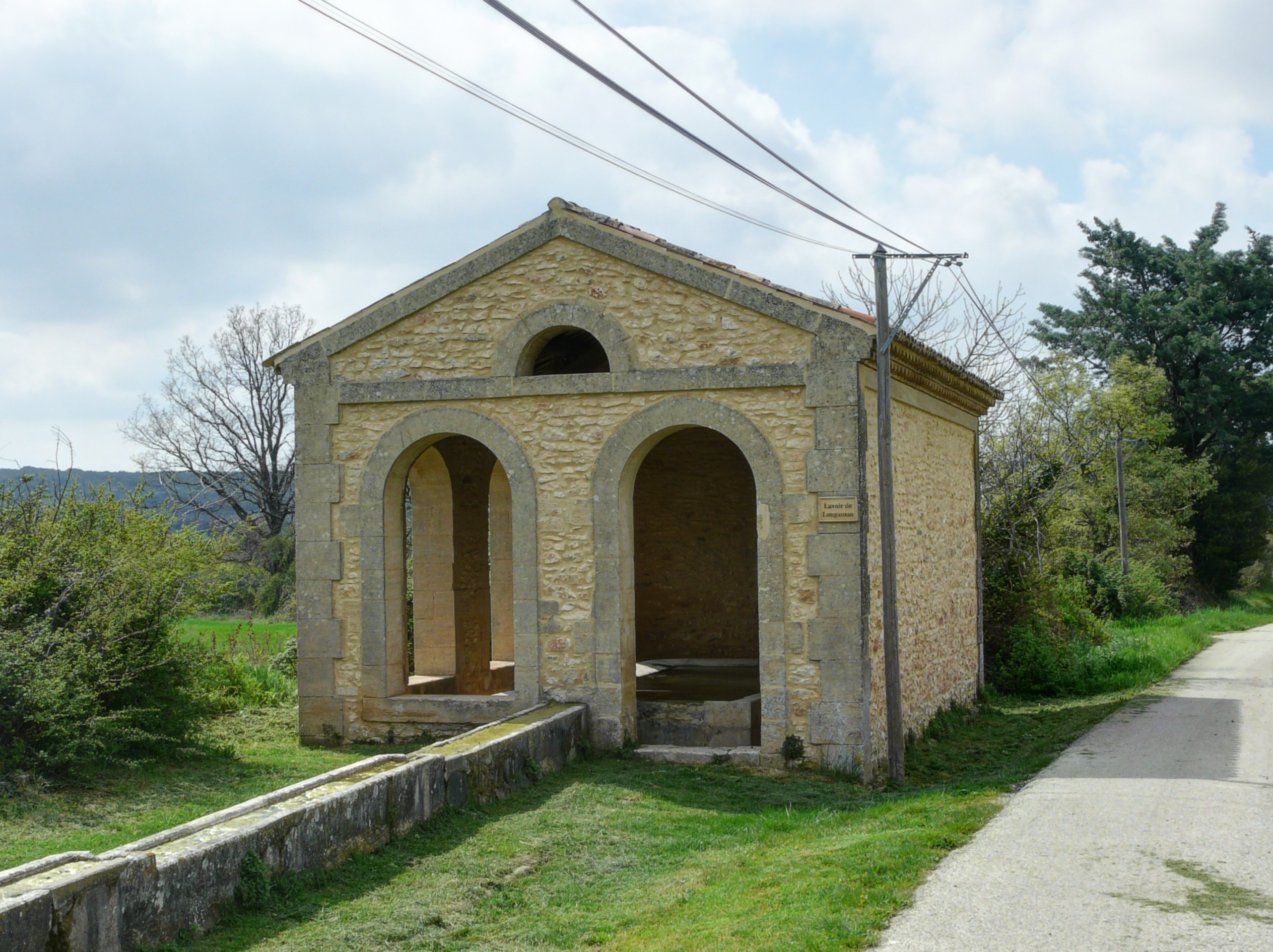
Burg

- Kirche Mariä Himmelfahrt
- Romanischer Turm
- Ehemaliges öffentliches Waschhaus